# Alliopsis stackelbergi
Alliopsis stackelbergi is een vliegensoort uit de familie van de bloemvliegen (Anthomyiidae). De wetenschappelijke naam van de soort is voor het eerst geldig gepubliceerd in 1934 door Ringdahl.